# Mörttjärnen (Malå socken, Lappland, 724116-162652)
Mörttjärnen är en sjö i Malå kommun i Lappland och ingår i Skellefteälvens huvudavrinningsområde.